# Terry Kath
Terry Alan Kath (* 31. Januar 1946 in Chicago, Illinois; † 23. Januar 1978 in Los Angeles, Kalifornien) war ein US-amerikanischer Musiker.
Er war Gründungsmitglied, Gitarrist und Sänger der Rockband Chicago. Er starb 1978, wenige Tage vor seinem 32. Geburtstag, an einer Schussverletzung, die er sich unabsichtlich zugefügt hatte.

## Leben
Als Jugendlicher brachte sich Kath das Gitarrespielen selbst bei. Seine Vorlagen waren Aufnahmen von Jazzgitarristen wie Wes Montgomery und Howard Roberts. In den frühen 1960ern spielte er in seiner ersten Rockband „The Mystics“, danach bei „Jimmy Rice and the Gentlemen“ und „Jimmy Ford and the Executives“.
1967 gründete Kath mit seinen Freunden Walter Parazaider (Saxophon) und Danny Seraphine (Schlagzeug) eine Band namens „The Big Thing“, aus der bald „The Chicago Transit Authority“ wurde. Weitere Bandmitglieder waren Lee Loughnane (Trompete), James Pankow (Posaune), Robert Lamm (Keyboards) und Peter Cetera (Bass). Nach der Veröffentlichung ihres Debütalbums nannten sie sich nur noch „Chicago“.
Bis zu seinem Tod trug Kath wesentlich zum unverwechselbaren Sound von Chicago bei, sowohl durch seine innovative Gitarrentechnik als auch durch seinen Gesang. Beispiele dafür sind auf dem ersten Album „The Chicago Transit Authority“ seine Komposition „Introduction“ sowie die Stücke „Liberation“ und „Questions 67 & 68“.
Kath besaß um die 20 Gitarren, darunter eine Gibson SG, eine Fender Stratocaster und eine 1969er Les Paul „Personal“.

## Tod
Am Nachmittag des 23. Januar 1978 gegen 17 Uhr begann der an Waffen interessierte Kath in seinem Haus in Los Angeles, seine halbautomatische 9-Millimeter-Pistole zu reinigen. Um den anwesenden Roadie Don Johnson zu beruhigen, sagte er: „Keine Sorge, die ist nicht geladen“, hielt sich die Pistole an die Schläfe und drückte ab – mit tödlicher Folge.
Terry Kath wurde auf dem Forest Lawn Memorial Park Cemetery in Glendale, Kalifornien, beigesetzt. Kath war seit 1974 mit Camelia Ortiz verheiratet. 1976 war ihre Tochter Michelle geboren worden. Camelia heiratete später Kiefer Sutherland.

## Diskografie mit Chicago
- 1969 The Chicago Transit Authority
- 1970 Chicago (später als Chicago II bezeichnet)
- 1971 Chicago III
- 1971 Chicago at Carnegie Hall
- 1972 Chicago V
- 1973 Chicago VI
- 1974 Chicago VII
- 1975 Chicago VIII
- 1975 Chicago IX - Chicago’s Greatest Hits
- 1976 Chicago X
- 1977 Chicago XI

1996 erschien ein Tribute-Album, The Innovative Guitar of Terry Kath, mit Stücken von verschiedenen Chicago-Alben.